# Philip Sawyer
Philip "Phil" Sawyer (Melbourne, 29 de desembre de 1951) va ser un ciclista australià que fou professional entre 1973 i 1987. Va combinar tant la carretera com el ciclisme en pista.

## Palmarès en ruta
- 1980
  - Vencedor d'una etapa del Herald Sun Tour
- 1983
  - 1r a la National Party Tour
  - 1r a Geelong

## Palmarès en pista
- 1976
  - 1r als Sis dies de Newcastle (amb Dave Allan)
- 1982
  - 1r als Sis dies de Launceston (amb Shane Sutton)